# Carolina di Danimarca
Carolina di Danimarca (Copenaghen, 28 ottobre 1793 – Copenaghen, 31 marzo 1881) è stata una principessa danese, la maggiore delle figlie femmine sopravvissute di re Federico VI.
Prima del suo matrimonio era ufficiosamente nota come "Kronprinsesse Caroline" (italiano: Principessa della Corona Carolina) e successivamente come "Arveprinsesse Caroline" (italiano: Principessa Ereditaria Carolina). Sposò il cugino di primo grado di suo padre, il principe ereditario Ferdinando, che fu erede presunto al trono dal 1848 al 1863.

## Infanzia

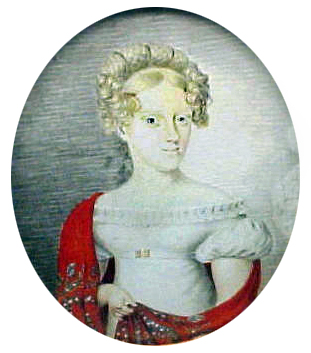
La Principessa Carolina, c.1820s

La Principessa Carolina nacque nel Palazzo di Christiansborg a Copenaghen il 28 ottobre 1793. I suoi genitori erano il Principe della Corona Federico (il futuro Re Federico VI di Danimarca) e la sua consorte e cugina di primo grado, la Principessa Maria Sofia d'Assia-Kassel. Poiché suo nonno paterno Re Cristiano VII era mentalmente instabile, suo padre fungeva da reggente sin dal 1784.
La sua nascita fu molto apprezzata dal popolo, poiché i suoi fratelli e sorelle erano morti subito dopo la nascita. Alla sua nascita si diceva: «Denne er Dydens Løn, flere er Folkets Bøn!» ("Ciò è la ricompensa della virtù, la risposta alla preghiera del popolo!")
Quattro mesi dopo la sua nascita, il 26 febbraio 1794, il Palazzo di Christiansborg fu distrutto da un incendio. Successivamente la Principessa Carolina si trasferì con i suoi genitori al Palazzo di Amalienborg dove crebbe, trascorrendo le estati al Palazzo di Frederiksberg. Alla morte di suo nonno Cristiano VII di Danimarca nel 1808, suo padre gli succedette come re.
Ebbe un rapporto molto forte con suo padre. Le fu data una formazione ampia, ma non molto accurata o profonda. Carolina non fu descritta né come di talento né bella. Conobbe Hans Christian Andersen nel 1822 e fu molto interessato alla sua scrittura e avventura.

## Matrimonio

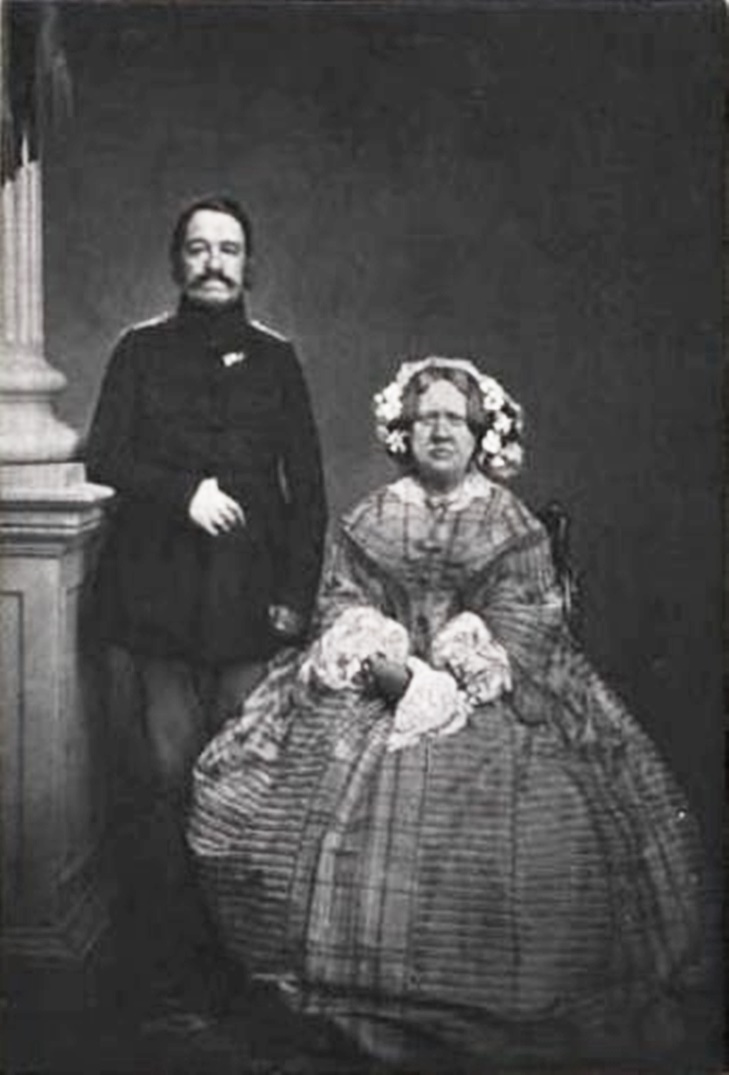
La Principessa Carolina e suo marito il Principe Ferdinando come Principe Ereditario, c.1863.

Suo padre non aveva figli maschi sopravvissuti e Carolina e sua sorella Guglielmina Maria erano escluse dalla successione al trono a causa della legge salica. Nonostante questo motivo, però, ella era ancora comunemente chiamata e indicata come principessa ereditaria prima del suo matrimonio, come figlio maggiore di suo padre, anche se non ha mai avuto questo titolo formale. Diversi possibili matrimoni furono programmati per lei senza alcun risultato. Dopo l'ascesa di suo padre, Napoleone suggerì, nel 1810, un matrimonio con l'erede al trono svedese, il Principe Cristiano Augusto di Augustenborg; suo padre disapprovava, ma avviò le trattative, che furono interrotte per la morte di Cristiano Augusto poco dopo. Tra gli sposi suggeriti c'era anche il britannico Principe Guglielmo, Duca di Clarence. Nel 1812, fu fidanzata a suo zio il Principe Cristiano d'Assia, ma egli morì nel 1814. Infine, il 1º agosto 1829 nel Palazzo di Frederiksberg sposò suo cugino di primo grado, il Principe Ferdinando di Danimarca, che era terzo in linea al trono. Il matrimonio fu combinato per motivi politici e fu senza figli. Dopo il matrimonio, non fu più chiamata principessa corona fino che il suo consorte divenne principe ereditario.
Nel 1830, Caroline subì terribili ustioni in un incendio, che le sfigurarono il viso; il suo ornamento dei capelli prese fuoco mentre stava leggendo nel suo letto, e le si ustionarono gravemente la faccia e i capelli. Il danno al suo aspetto fu permanente, e osservo successivamente, quando si intravide in uno specchio, che era sinceramente grato che era riuscita ad acquisire  amici che potevano guardarla in viso. Subì ferite simili nel 1858 quando le si ustionarono il braccio e la spalla in malo modo, che ebbe forti dolori per il resto della sua vita.
Tra il 1831 e il 1839, presiedette regolarmente alla supervisione delle truppe di Aarhus. Quando suo marito fu nominato Generale Comandante a Nørrejylland nel 1839, lei lo seguì nei suoi giri ispettivi attraverso i villaggi del paese, ed era festeggiata al popolo; era un pilota abile, e quando lei seguì suo marito sulle ispezioni delle truppe a Sjælland, sfilò a cavallo davanti alle truppe.
Ad Aarhus nel 1836 fondò un asilo e divenne protettrice di Vallø Stift nel 1852.

## Principessa ereditaria

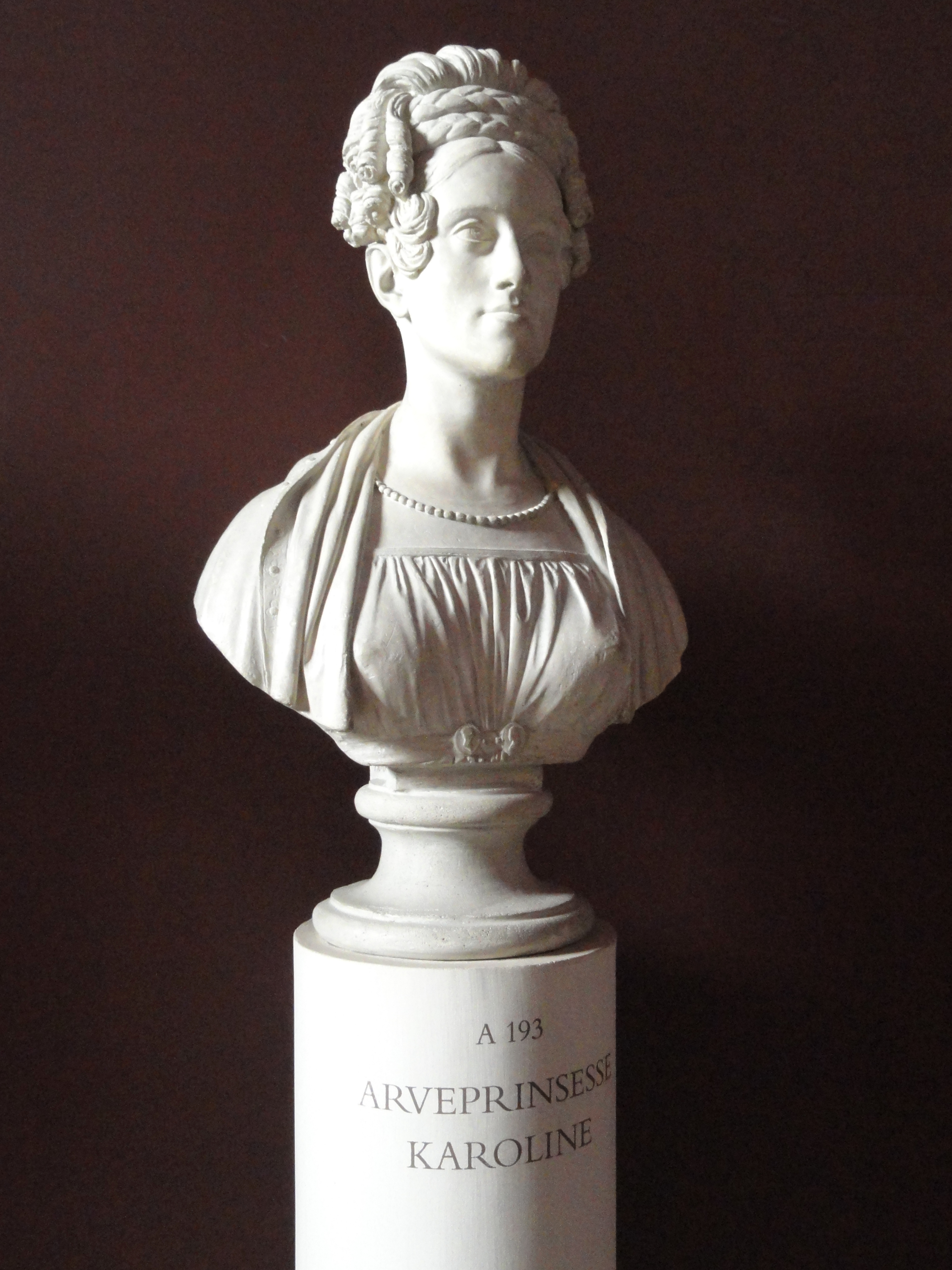
Busto scolpito della Principessa Ereditaria Carolina, opera di Bertel Thorvaldsen.

Dopo la morte di Cristiano VIII di Danimarca nel 1848, Ferdinando fu erede presunto al trono fino al 1863. Carolina tuttavia non divenne mai regina in quanto suo marito morì nel 1863, prima della morte di suo nipote Federico VII.
Carolina non fece quasi mai vita di corte ma non si allontanò mai dalla Danimarca. Nel 1853 lei e suo marito divennero addirittura popolari per essere rimasti a Copenaghen durante un'epidemia di colera.
Quando rimase vedova, condusse una vita ancor più ritirata a causa delle ristrettezze economiche: doveva infatti pagare i debiti che in vita suo marito aveva accumulato.
Negli ultimi anno della sua vita soffrì di sordità. Morì nella sua residenza a Copenaghen nel 1881.

## Titoli e trattamento
- 28 ottobre 1793 - 1º agosto 1829: Sua Altezza Reale, la principessa Carolina di Danimarca e Norvegia
- 1º agosto 1829 - 20 gennaio 1848: Sua Altezza Reale, la principessa Carolina di Danimarca
- 20 gennaio 1848 - 29 gennaio 1863: Sua Altezza Reale, la principessa ereditaria di Danimarca
- 29 gennaio 1863 - 31 marzo 1881: Sua Altezza Reale, la principessa Carolina di Danimarca

## Ascendenza
|                                   |                            |                                         | Genitori                                      |  |  | Nonni |  |  | Bisnonni                |  |  | Trisnonni                 |  |
|                                   |                            |                                         |                                               |  |  |       |  |  | Federico V di Danimarca |  |  | Cristiano VI di Danimarca |  |
|                                   |                            |                                         |                                               |  |  |       |  |  | Federico V di Danimarca |  |  | Cristiano VI di Danimarca |  |
|                                   |                            | Sofia Maddalena di Brandeburgo-Kulmbach |                                               |  |  |       |  |  | Federico V di Danimarca |  |  |                           |  |
| Cristiano VII di Danimarca        |                            |                                         |                                               |  |  |       |  |  | Federico V di Danimarca |  |  |                           |  |
|                                   |                            | Luisa di Gran Bretagna                  | Giorgio II di Gran Bretagna                   |  |  |       |  |  |                         |  |  |                           |  |
|                                   |                            | Luisa di Gran Bretagna                  | Giorgio II di Gran Bretagna                   |  |  |       |  |  |                         |  |  |                           |  |
|                                   |                            | Luisa di Gran Bretagna                  | Carolina di Brandeburgo-Ansbach               |  |  |       |  |  |                         |  |  |                           |  |
| Federico VI di Danimarca          |                            | Luisa di Gran Bretagna                  |                                               |  |  |       |  |  |                         |  |  |                           |  |
|                                   |                            | Federico, Principe del Galles           | Giorgio II di Gran Bretagna                   |  |  |       |  |  |                         |  |  |                           |  |
|                                   |                            | Federico, Principe del Galles           | Giorgio II di Gran Bretagna                   |  |  |       |  |  |                         |  |  |                           |  |
|                                   |                            | Federico, Principe del Galles           | Carolina di Brandeburgo-Ansbach               |  |  |       |  |  |                         |  |  |                           |  |
| Carolina Matilde di Gran Bretagna |                            | Federico, Principe del Galles           |                                               |  |  |       |  |  |                         |  |  |                           |  |
|                                   |                            | Augusta di Sassonia-Gotha-Altenburg     | Federico II, Duca di Sassonia-Gotha-Altenburg |  |  |       |  |  |                         |  |  |                           |  |
|                                   |                            | Augusta di Sassonia-Gotha-Altenburg     | Federico II, Duca di Sassonia-Gotha-Altenburg |  |  |       |  |  |                         |  |  |                           |  |
|                                   |                            | Augusta di Sassonia-Gotha-Altenburg     | Maddalena Augusta di Anhalt-Zerbst            |  |  |       |  |  |                         |  |  |                           |  |
| Carolina di Danimarca             |                            | Augusta di Sassonia-Gotha-Altenburg     |                                               |  |  |       |  |  |                         |  |  |                           |  |
|                                   | Federico II d'Assia-Kassel | Guglielmo VIII d'Assia-Kassel           |                                               |  |  |       |  |  |                         |  |  |                           |  |
|                                   | Federico II d'Assia-Kassel | Guglielmo VIII d'Assia-Kassel           |                                               |  |  |       |  |  |                         |  |  |                           |  |
|                                   | Federico II d'Assia-Kassel | Dorotea Guglielmina di Sassonia-Zeitz   |                                               |  |  |       |  |  |                         |  |  |                           |  |
| Carlo d'Assia-Kassel              | Federico II d'Assia-Kassel |                                         |                                               |  |  |       |  |  |                         |  |  |                           |  |
|                                   |                            | Maria di Gran Bretagna                  | Giorgio II di Gran Bretagna                   |  |  |       |  |  |                         |  |  |                           |  |
|                                   |                            | Maria di Gran Bretagna                  | Giorgio II di Gran Bretagna                   |  |  |       |  |  |                         |  |  |                           |  |
|                                   |                            | Maria di Gran Bretagna                  | Carolina di Brandeburgo-Ansbach               |  |  |       |  |  |                         |  |  |                           |  |
| Maria Sofia d'Assia-Kassel        |                            | Maria di Gran Bretagna                  |                                               |  |  |       |  |  |                         |  |  |                           |  |
|                                   |                            | Federico V di Danimarca                 | Cristiano VI di Danimarca                     |  |  |       |  |  |                         |  |  |                           |  |
|                                   |                            | Federico V di Danimarca                 | Cristiano VI di Danimarca                     |  |  |       |  |  |                         |  |  |                           |  |
|                                   |                            | Federico V di Danimarca                 | Sofia Maddalena di Brandeburgo-Kulmbach       |  |  |       |  |  |                         |  |  |                           |  |
| Luisa di Danimarca                |                            | Federico V di Danimarca                 |                                               |  |  |       |  |  |                         |  |  |                           |  |
|                                   |                            | Luisa di Gran Bretagna                  | Giorgio II di Gran Bretagna                   |  |  |       |  |  |                         |  |  |                           |  |
|                                   |                            | Luisa di Gran Bretagna                  | Giorgio II di Gran Bretagna                   |  |  |       |  |  |                         |  |  |                           |  |
|                                   |                            | Luisa di Gran Bretagna                  | Carolina di Brandeburgo-Ansbach               |  |  |       |  |  |                         |  |  |                           |  |
|                                   |                            | Luisa di Gran Bretagna                  |                                               |  |  |       |  |  |                         |  |  |                           |  |